# Fab (diskografska etiketa)
Fab je engleska diskografska etiketa koja je izdavala jamajčanski rocksteady. 

## Povijest
Osnovana je kao podetiketa Melodisc Recordsa, osnovanog jedne je od prvih neovisnih izdavačkih kuća u UK, osnovana u Londonu 1947. godine, specijalizirana za izdavanje jamajčanske glazbe. 
Melodisc je osnovao Fab 1966., kad je ska usporio na rocksteady.
Prva izdanja bile su pop skladbe glazbenika kao P.J. Proby, ali već do 1967. Fab je potpuno prešao na jamajčansku glazbu. Poklopilo se s iscurivanjem Melodiscove etikete Blue Beat, pa su glazbenici kao Prince Buster i ostali koji su bili dominirali Blue Beatovim izdanjima prešli na Fab.
Fab je više negi ikoja druga etiketa iz UK bila nepredvidiva. Izdanja nisu bila uredno označena, kataloški brojevi su se onavljali, mijenjale etikete, brojna izdanja bila su na bijelom, na nekim pločama bile su otisnute tek osnovne informacije poput naslova skladbe. Roditeljska tvrtka etikete zvala se Fab Records Ltd.
Pod Fabom su ploče objavili Prince Buster, Folk Brothers, Rico & All Stars, The Righteous Flames, The Daltons, Maximum Band, Freddie McGregor, Al Campbell, Audrey Johnson, King Sporty, Delroy Wilson, Great Aces, The Teardrops, John Holt, W. Goodman, The Conquerors, The Wailers, Laurel Aitken, Roy Shirley i ostali.